# Gun Ana
Gun Ana (turco: Gün Ana, kirguís: Күн Эне, kazajo: Күн Ана, húngaro: Nap Anya, Sakha: Күн Ий̃э, Balkar: Кюн Ана, otomano: گون آنا ) es la deidad solar común de los turcos, tratada como una diosa en las mitologías kazaja y kirguisa. El sustantivo Gün en las lenguas turca y kirguisa es también el nombre convencional para el sol y se origina en el nombre proto-turco Kün. 

## Base
Gün Ana es una de las deidades más poderosas, la diosa de la vida, fertilidad, calor y salud. Es la patrona de los desafortunados, especialmente los huérfanos. Vive en el séptimo piso del cielo. Gök Tanrı creó la tierra con rayos de luz solar, por lo tanto, Gun Ana participó en la creación de la tierra. Los rayos solares también se consideran "lazos" entre el sol y los espíritus de las plantas, animales y humanos. Los turcos que adoran a Gün Ana giran hacia la salida del sol cuando rezan. Es representada con una brillante piel amarilla.